# Andrew Odlyzko
Andrew Odlyzko, född 23 juli 1949 i Tarnów, Polen, är en polsk-amerikansk matematiker. Han är professor i matematik vid University of Minnesota och har publicerat texter inom bland annat talteori, kryptografi, felrättande koder, sannolikhetslära och kombinatorik.

## Biografi
Odlyzko tog sin kandidatexamen och masterexamen i matematik från California Institute of Technology och sin doktorsexamen vid Massachusetts Institute of Technology 1975. Han började sin karriär 1975 på Bell Telephone Laboratories, där han stannade i 26 år innan han började arbeta på University of Minnesota 2001.

## Karriär och vetenskapligt arbete
Inom matematiken har Odlyzko publicerat mycket om analytisk talteori, beräkningstalteori, kryptografi, algoritmer och beräkningskomplexitet, kombinatorik, sannolikhet och felkorrigerande koder. I början av 1970-talet var han medförfattare (tillsammans med D. Kahaner och Gian-Carlo Rota) till en av grundartiklarna i den moderna umbralkalkylen. År 1985 motbevisade han och Herman te Riele Mertens gissning. Inom matematiken är han förmodligen mest känd för sitt arbete med Riemanns zetafunktion, vilket ledde till skapandet av förbättrade algoritmer, såsom Odlyzko-Schönhage-algoritmen, och storskaliga beräkningar, vilket stimulerade omfattande forskning om kopplingar mellan zetafunktionen och slumpmässig matristeori.
Som direkt medarbetare till Paul Erdős, har han Erdős number 1.
På senare tid har Odlyzko arbetat med kommunikationsnätverk, elektronisk publicering, säkerhetsekonomi och elektronisk handel och 1998 var han och Kerry Coffman de första som visade att en av de stora inspirationerna för internetbubblan, myten om att "internettrafiken fördubblas var 100:e dag", var falsk.
År 2012 blev Odlyzko stipendiat i International Association for Cryptologic Research och 2013 i American Mathematical Society.
I artikeln "Metcalfe's Law is Wrong", hävdar Odlyzko att det inkrementella värdet av att lägga till en person i ett nätverk av n personer är ungefär det n:e harmoniska talet, så nätverkets totala värde är ungefär n * log(n). Eftersom detta böjer sig uppåt (till skillnad från Sarnoffs lag) innebär det att Metcalfes slutsats - att det finns en kritisk massa i nätverk, vilket leder till en nätverkseffekt - är kvalitativt korrekt. Men eftersom denna linjära funktion inte växer lika snabbt som Metcalfes lag, innebär det att många av de kvantitativa förväntningarna baserade på Metcalfes lag var alltför optimistiska.

## Utmärkelser och hedersbetygelser
- Hedersdoktor vid Université Paris-Est-Marne-la-Vallée,  30 maj 2000[1][2]
- International Association for Cryptologic Research fellow,  2012[3]
- Fellow of the American Mathematical Society,  2013[4][5]
- Fellow of the Society for Industrial and Applied Mathematics,  2023[6][7]

[Redigera Wikidata]